# Тимачёв, Дмитрий Владимирович
Дми́трий Влади́мирович Тимачёв (2 февраля 1983, Волгоград) — российский футболист, защитник.

## Карьера
Воспитанник волгоградской СДЮСШОР № 19 «Олимпия».
Начинал профессиональную карьеру во второй команде московского «Динамо», где провёл один сезон, после чего был переведен в первую. Там Дмитрий прочно осел в дубле, так и не сыграв ни одного матча за основной состав. Недовольный таким положением дел, он подписывает контракт с клубом «Металлург-Кузбасс» и переезжает в Новокузнецк.
В 2005 решает попробовать себя в чемпионате Латвии и подписывает контракт с «Динабургом» из Даугавпилса. Но в Латвии дела у него не заладились: в состав попадал редко, играл в основном за дубль.
В 2007 году возвращается в Россию, получив предложение от новороссийского «Черноморца». Вместе с клубом Тимачёв стал победителем зоны «Юг» Второго дивизиона. Перед началом следующего сезона пополнил ряды «Авангарда». В 2009 году в составе курской команды выиграл турнир зоны «Центр» Второго дивизиона. В матче 1/16 финала Кубка России 2010/11 против «Сибири» вратарь «Авангарда» Валерий Чижов в течение двух минут получил две жёлтые карточки и был удалён с поля. Так как замен у курян не осталось, в ворота встал Дмитрий Тимачёв, в итоге он несколько раз спас команду, благодаря чему «Авангард» сумел свести основное время вничью — 2:2, но в дополнительное время Тимачёв пропустил три мяча, и «Авангард» проиграл 2:5. В феврале 2014 года подписал контракт с волгоградской «Олимпией».

## Достижения
- Победитель зоны «Юг» Второго дивизиона: 2007
- Победитель зоны «Центр» Второго дивизиона: 2009